# Benito Manuel Agüero
Benito Manuel Agüero (Burgos, c. 1629 - Madrid, 1668) va ser un pintor barroc espanyol, seguidor de Velázquez i especialitzat en la pintura de paisatge.

## Biografia
Natural de la ciutat de Burgos, segons va declarar ell mateix en la informació per a l'ingrés com a seminarista en el Monestir de l'Escorial de Melchor Julián Mazo, fill de Juan Bautista Martínez del Mazo, encara que Antonio Palomino li tenia per madrileny, va ser deixeble d'Alonso Cano i va entrar com a aprenent al seu taller a l'octubre de 1639.
Col·laborador i amic de Martínez del Mazo, pintor de cambra i gendre de Velázquez, gràcies a ell i al seu treball en l'Alcàsser de Madrid va poder entrar en contacte amb la pintura de Velázquez i dels mestres venecians de la centúria anterior, les influències són notables en la seva pintura, però també va conèixer les obres d'artistes com Claude Lorrain i Salvator Rosa, als quals deu la concepció dramàtica de les seves composicions. Es va especialitzar en la pintura de paisatges amb figures, sent molt lloats per Antonio Palomino, tot i que va abordar també, com semblava obligat, la pintura religiosa. A aquest gènere pertany l'única obra nominalment citada per Palomino juntament amb els molts paisatges dels palaus d'Aranjuez i del Buen Retiro: La Imposició de la casulla a Sant Ildefons, del Reial Monestir de Santa Isabel, destruïda el 1936 per un incendi provocat al començament de la Guerra Civil espanyola.
Va morir a Madrid, on tenia la seva residència al carrer de Santa Polònia, el 19 de març de 1668, sent enterrat a la parròquia de Sant Sebastià, el que portaria la data del seu naixement a 1624 si, com assegura Palomino, tenia en aquest moment quaranta-quatre anys, si bé el mateix pintor va declarar al desembre de 1665, al taxar la petita col·lecció de pintures de Nicolás del Castillo, que tenia trenta-sis anys si fa no fa, el que obligaria a retardar l'any de naixement a 1629.
Sempre d'acord amb Palomino, era home de bon humor i de «dites molt agudes», de manera que el mateix rei Felip IV li agradava de sentir-lo.

## Obres
Totes les obres conservades pertanyen al gènere paisatgístic en el qual es va especialitzar i en el qual, segons Palomino, va proporcionar nombroses obres per a la decoració dels palaus del Buen Retir i d'Aranjuez on, segons l'inventari de 1701, penjaven trenta-tres paisatges de Mazo i Agüero al Saló o galeria del rei, majoritàriament amb escenes mitològiques. Alguns d'aquests paisatges, atribuïts a vegades a Mazo o al propi Velázquez, van passar al Museu Nacional del Prado (que conserva deu obres del pintor), sent restituïts a Agüero ja al segle xx.

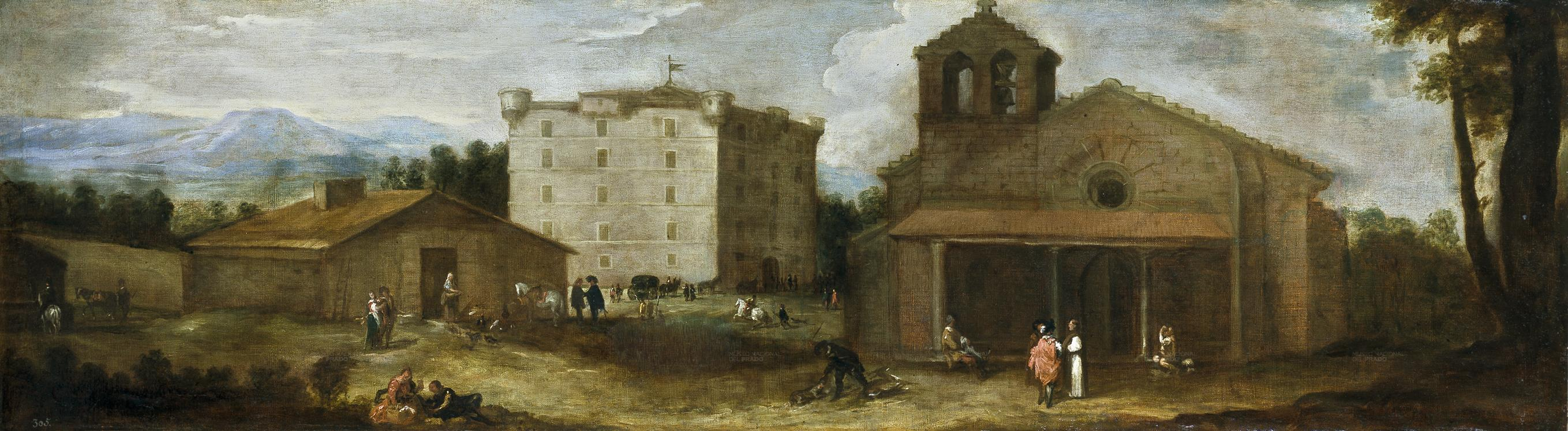
Vista del Campillo, óleo sobre lienzo (55 x 198 cm.), El Escorial, depósito del Museo del Prado.

Es tracta de paisatges amb figures en els quals es representen escenes mitològiques (Mercuri i Argos, Latona i els camperols i Paisatge amb una nimfa i un pastor, dipositat al Museu de Burgos) o extretes del cicle troià (Dido i Enees, Sortida de Enees de Cartago), i en els quals aprofita, a més de la lliçó fonamental de Lorrain i la tècnica de Velázquez, composicions de Rubens per les figures de mida reduïda. El que importa en ells, amb tot, no són aquestes figures, completament secundàries, sinó l'ambient, que és el resultat de l'ordenació en l'espai de masses vegetals, runes, roques i muntanyes llunyanes i, sobretot, de la llum, contrastant ombres i clars amb un sentit dramàtic gairebé romàntic.
Al costat d'aquests paisatges imaginaris cal destacar les vistes dels Reials Llocs (Vista del Monestir de l'Escorial i Vista del Campillo, casa de camp dels monjos de l'Escorial, dipositats en el Monestir de San Lorenzo de l'Escorial), quadres de format apaïsat al destinar-se a sobreportes. En ells, amb el seu valor descriptiu i testimonial, tractant-se d'autèntiques vistes del natural animades per figures empetitides a causa de la visió panoràmica, sobresurt el tractament dels celatges clars que s'emboliquen amb tècnica de Velázquez la Serra de Guadarrama.